# Петър Доневски
Петър Доневски е български писател, роден през 1938 г. в село Търнак, област Враца.
Живее и работи в град Бяла Слатина, където получава средното си образование. Завършва Зоотехническия факултет на ВССИ София. Работи като главен зоотехник в Пловдивско, в село Попица, Белослатинско и като заместник-председател на АПК „Скът" в Бяла Слатина. Става и заместник-кмет на община Бяла Слатина и Директор на Дирекция „Управление на територията и стопанската политика".
Той е почетен гражданин на община Бяла Слатина и член на Съюза на българските писатели. Името му е добре познато в литературните среди. Написал е повече от 300 очерка, репортажи и разкази за колективизацията в селското стопанство и бита на земеделските труженици, за проблемите на селото и селските хора. Негови творби са публикувани в списание „Пламък“, вестник „Дума“, вестник „Земя“, списание „Читалище“, вестник „Моята вяра“, списание „Тютюни“, вестник „За жената“ и други. Автор е на четири книги.